# Le Maître des rêves
Le Maître des rêves (titre original : The Dream Master) est un roman de science-fiction écrit par l'écrivain américain Roger Zelazny, publié aux États-Unis en 1966 et en France en 1977. Ce roman est une extension du roman court Le Façonneur (titre original : He Who Shapes) publié en 1965 et qui a obtenu le
prix Nebula du meilleur roman court la même année.

## Argument
Charles Render est un Façonneur : un psychiatre qui utilise une unité de transmission-réception neurale pour traiter ses patients. Cette machine lui permet de créer des rêves thérapeutiques dont il contrôle tout l'environnement, pour confronter ses patients à leurs peurs, leurs angoisses et laisser exprimer leur inconscient. C'est dangereux, car les phénomènes de transferts et contre transferts sont réels, des cas de Façonneurs récupérant les maladies de leurs patients sont courants.
Charles Render est une star dans son domaine, mais il a une part sombre : sa femme et sa fille sont mortes dans un accident de voiture, quelques années plus tôt. Son fils, petit génie de 10 ans, semble lui échapper. Sa vie de couple actuelle n'est peut-être pas aussi parfaite qu'il le laisse entendre.
Un jour, une jeune femme vient le voir, lui demandant de la former à devenir Façonneuse. Problème : elle est aveugle de naissance et il sait que le fait de voir (dans les rêves) sera une trop forte charge émotionnelle, elle pourrait se laisser submerger… Il doit donc l'entraîner pour que voir devienne banal.
Mais tout ne va pas se passer comme prévu…

## Commentaires
Le récit est créé par l'imbrication de plusieurs trames mêlant plusieurs personnages, donnant une impression de rêve, justement.
Riche en symboles d'origines diverses on trouvera entre autres des références à :
- la mythologie nordique (Fenris et Loki)
- la philosophie bouddhiste (les skandhas)
- tous les courants de pensées psychanalystes, avec la part belle à Jung

De plus certains points ne sont pas expliqués totalement, laissant la part belle à l'interprétation du lecteur, comme à l'issue d'une séance d'analyse. Par exemple, la fascination de Render pour le suicide est-elle induite par ce que vit son fils ou une pulsion de mort qui lui est propre ?
Les personnages ne sont jamais clairs sur leurs motivations, comme dans la vraie vie : ils rationalisent ce qu'ils font, même quand c'est irrationnel. Il faut un autre personnage pour le leur montrer, laissant le lecteur dans le doute sur leurs choix.